# Larry Page (cantante)
Larry Page (nacido Leonard DaviesHayes, Middlesex, 1938-18 de abril de 2024) fue un cantante y productor musical británico.

## Biografía
Leonard Davies comenzó su carrera discográfica siendo adolescente, tras adoptar el nombre artístico de Larry Page, en honor al actor Larry Parks. Trató de llamar la atención adoptando una estética que lo distinguiera, para ello decidió usar unas gafas inusualmente grandes, presentándose como "Larry Page the Teenage Rage". El título fue acuñado por el preriodista de The Sunday Pictorial, Jack Bentley. Estuvo de gira Cliff Richard llegando a actuar en el Royal Albert Hall y se hicieron frecuentes sus apariciones en programas de televisión como Six-Five Special y Thank Your Lucky Stars.
Más tarde Page se convirtió en mánager y productor de éxito, propietario de una compañía discográfica. Sus más importantes éxitos los consiguió de la mano de The Kinks y The Troggs, y como propietario de Page One Records y Penny Farthing Records. Page produjo para The Troggs su gran éxito, "Wild Thing". Además de The Troggs y The Kinks, the Larry Page Orchestra contó entre sus miembros con Jimmy Page. En junio de 1967, la revista musical británica NME informó que la oferta de Page para retener su anterior participación del 10 % en Kinks había sido rechazada por el Tribunal Superior de Londres.
En 1972, Page produjo el tema "Blue is the Colour" para el Chelsea F.C., canción que se sigue utilizando al finalizar todos los encuentros del club en Stamford Bridge.